# Число закрученности
В теории узлов, разделе математики, число закрученности строится по диаграмме ориентированного зацепления. Оно равно разности между числом положительных и отрицательных перекрёстков (см. рисунок ниже). Иными словами — мы обходим в заданных направлениях все компоненты зацепления, и каждый раз, когда проходим через перекрёсток сверху, добавляем +1, если идущая снизу компонента пересекает наш путь справа налево, и -1, если слева направо.
|                           |  |                           |
| Положительный перекрёсток |  | Отрицательный перекрёсток |

Для диаграммы узла, число закрученности (и просто типы перекрёстков) не меняются при смене ориентации, поэтому число закрученности корректно определено и для неориентированной диаграммы.
Число закрученности инвариантно относительно движений Рейдемейстера II и III типов. Напротив, движение Рейдемейстера I типа увеличивает или уменьшает число закрученности на 1, поэтому оно не является инвариантом изотопии узла — а только функцией от диаграммы.
В случае, если диаграмма изображает тривиальный узел, число закрученности это число оборотов, на которые окажется закручен ремень, если его пустить вдоль этой диаграммы (так, чтобы он плотно прилегал к плоскости), а потом, не разрывая, распрямить до идущего вдоль окружности (с закруткой в ту или иную сторону).